# Список медалістів Олімпійських ігор з фристайлу

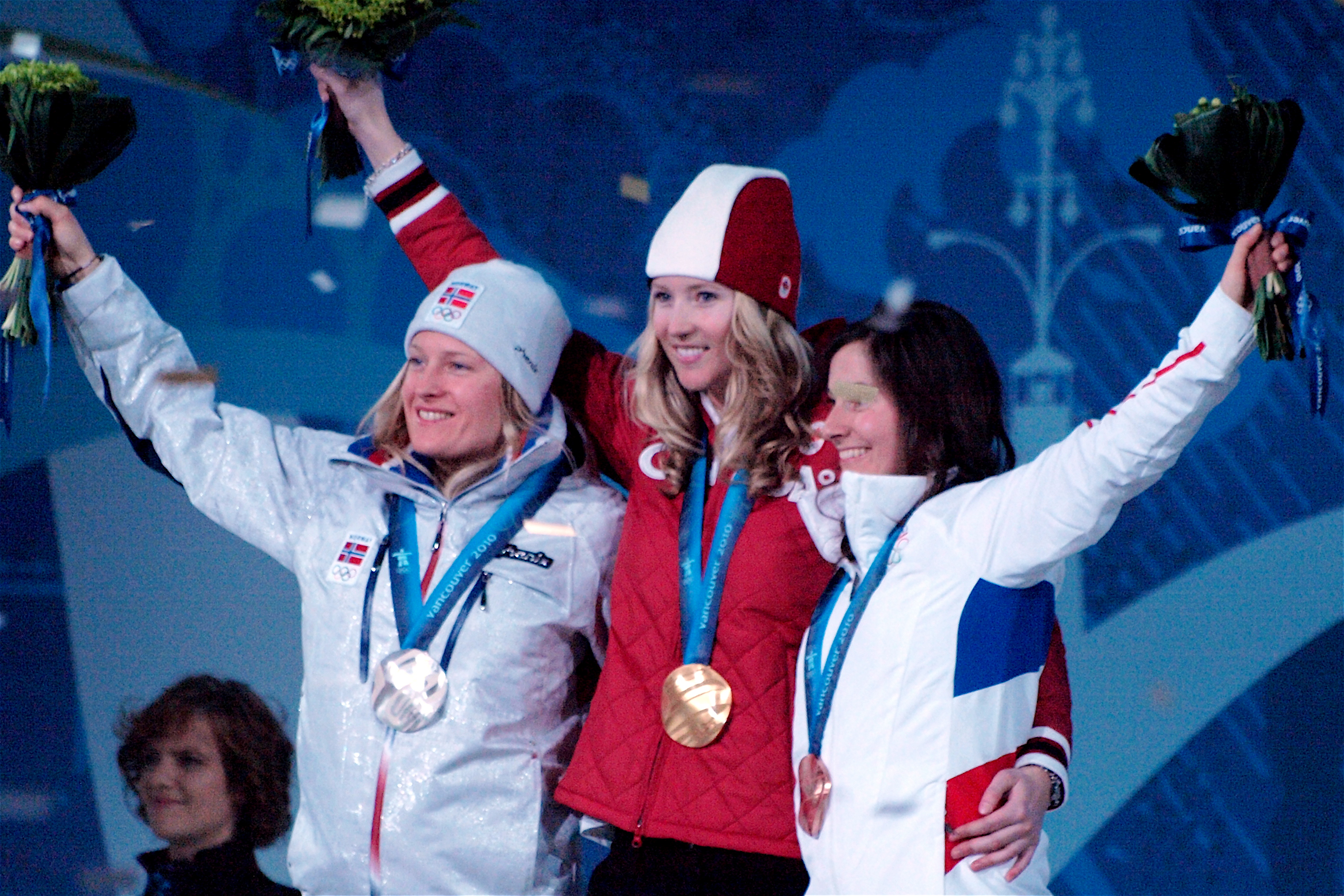
Медалістки перших змагань зі скі-кросу серед жінок на зимових Олімпійських іграх 2010. Зліва направо: норвежка Гедда Бернтсен (срібло), канадійка Ешлі Мак-Айвор (золото) і француженка Маріон Жоссеран (бронза).

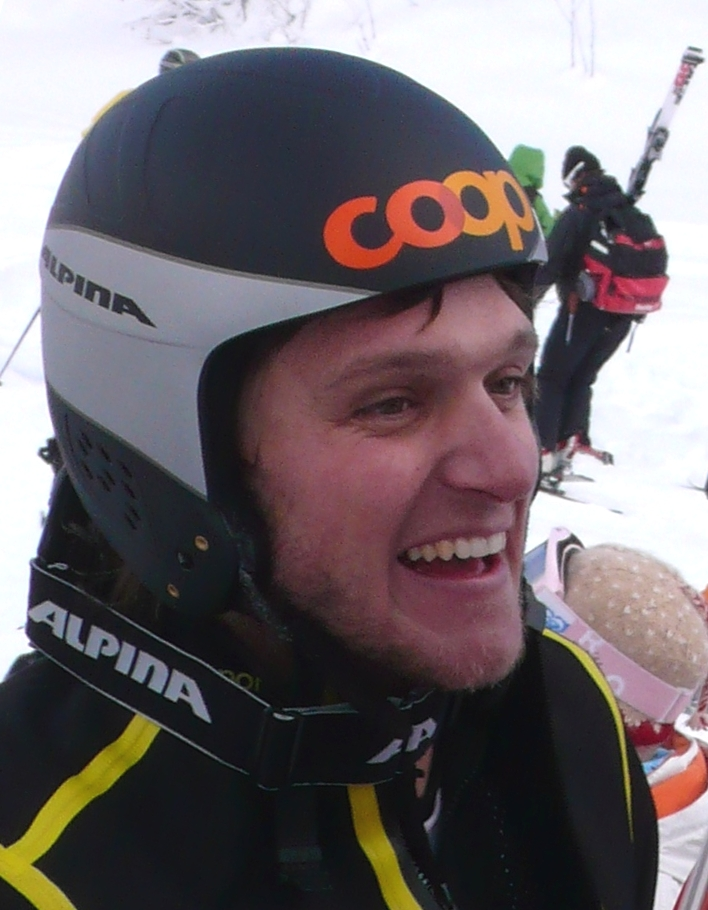
2010 року швейцарець Міхаель Шмід виграв перші змагання зі скі-кросу серед чоловіків з ідеальним результатом: посів перші місця в кожному заїзді кваліфікаційного та відбірного раундів.

Фристайл — один з шести лижних видів спорту на зимових Олімпійських іграх, і один з наймолодших. На перших зимових Олімпійських іграх 1924 року були представлені нордичні лижні дисципліни (лижні перегони, стрибки з трампліна та лижне двоборство), а змагання з гірськолижного спорту вперше провели 1936 року. Лише на зимових Олімпійських іграх 1992 року вперше офіційно розіграно медалі з фристайлу. Перед тим на зимових Олімпійських іграх 1988 фристайл був показовим видом спорту, який складався зі змагань серед чоловіків та жінок у трьох різновидах: могул, повітряна акробатика та лижний балет. В Альбервілі змагання з могулу внесено в офіційну медальну програму, а балет та акробатика залишились показовими. Переконавшись у дедалі більшій популярності акробатики, Міжнародний олімпійський комітет (МОК) додав цю дисципліну до офіційної програми зимових Олімпійських ігор 1994 року. Відтоді акробатика і могул були медальними видами на всіх зимових Олімпійських іграх. 2010 року МОК додав третій вид програми - скі-крос.
На зимових Олімпійських іграх 2002 Стів Бредбері приніс Австралії першу в історії золоту медаль зимових Олімпійських ігор, а через два дні Аліса Кемплін виграла змагання з акробатики, ставши першою австралійкою, що виборола золото на зимових Іграх. Чотири роки по тому вона здобула другу поспіль медаль, цього разу бронзову. 2010 року Канада втретє була господаркою Олімпійських ігор, і нарешті канадський спортсмен став олімпійським чемпіоном на домашніх іграх: Александр Білодо виборов золоту медаль у змаганнях з могулу, здолавши чинного чемпіона Дейла Бегг-Сміта з Австралії. Норвежка Карі Тро здобула три медалі (золоту, срібну і бронзову) на трьох іграх поспіль, більше, ніж будь-який інший фристайліст на зимових Олімпійських іграх. Дворазові олімпійські чемпіони Александр Білодо та Девід Вайс – найуспішніші фристайлісти серед чоловіків. Наймолодша фристайлістка, що виборола олімпійську медаль, - швейцарка Матільд Гремо, яка 18-річною здобула срібло 2018 року. А найстарша - Німкеня Татьяна Міттермайер, яка 33-річною виграла змагання з могулу 1998 року.
Загалом 132 медалі (по 44 кожного кольору) розіграли представники 22-х національних олімпійських комітетів (НОК).
| Таблиця змісту                | Таблиця змісту                                                                           |
| ----------------------------- | ---------------------------------------------------------------------------------------- |
| Чоловіки                      | Могул • Акробатика • Скі-крос • Хафпайп • Слоупстайл                                     |
| Жінки                         | Могул • Акробатика • Скі-крос • Хафпайп • Слоупстайл                                     |
| Статистика                    | Володарі найбільшої кількості медалей • Медалей за рік • Всі три медалісти однієї країни |
| Див. також Примітки Посилання |                                                                                          |

## Чоловіки

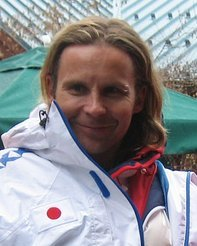
Фінн Янне Лахтела (на світлині) та австралієць Дейл Бегг-Сміт вибороли в могулі по дві нагороди (одну золоту та одну срібну).

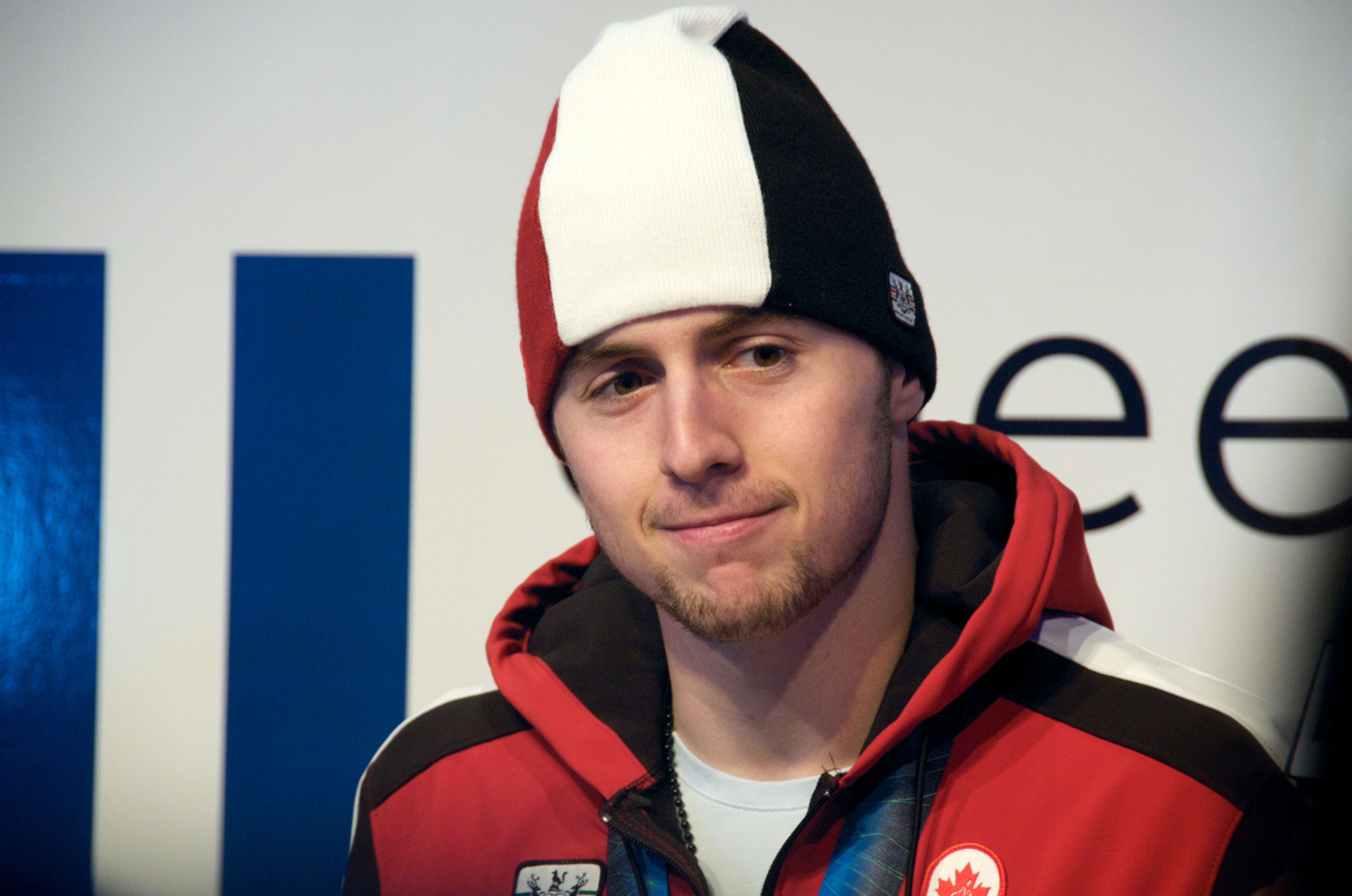
Перемігши в змаганнях з могулу 2010 року, Александр Білодо став першим канадцем, що здобув золоту медаль на домашніх Олімпійських іграх. 2014 року він став першим олімпійським чемпіоном з могулу, який захистив свій титул.

### Могул
| Ігри                | Золото                     | Срібло                      | Бронза                     |
| ------------------- | -------------------------- | --------------------------- | -------------------------- |
| Альбервіль 1992     | Едгар Гроспірон · Франція  | Олів'є Алламан · Франція    | Нелсон Кармайкл · США      |
| Ліллегаммер 1994    | Жан-Люк Брассар · Канада   | Сергій Щуплєцов · Росія     | Едгар Гроспірон · Франція  |
| Наґано 1998         | Джонні Мослі · США         | Янне Лахтела · Фінляндія    | Самі Мустонен · Фінляндія  |
| Солт-Лейк-Сіті 2002 | Янне Лахтела · Фінляндія   | Тревіс Маєр · США           | Рішар Ге · Франція         |
| Турин 2006          | Дейл Бегг-Сміт · Австралія | Мікко Ронкайнен · Фінляндія | Тобі Доусон · США          |
| Ванкувер 2010       | Александр Білодо · Канада  | Дейл Бегг-Сміт · Австралія  | Брайон Вілсон · США        |
| Сочі 2014           | Александр Білодо · Канада  | Мікаель Кінгсбері · Канада  | Олександр Смишляєв · Росія |
| Пхьончхан 2018      | Мікаель Кінгсбері · Канада | Метт Грем · Австралія       | Даїті Хара · Японія        |
| Пекін 2022          | Вальтер Вальберг · Швеція  | Мікаель Кінгсбері · Канада  | Хорісіма Ікума · Японія    |

- Медалі:

| Місце | Країна    | Золото | Срібло | Бронза | Загалом |
| ----- | --------- | ------ | ------ | ------ | ------- |
| 1     | Канада    | 4      | 2      | 0      | 6       |
| 2     | Фінляндія | 1      | 2      | 1      | 4       |
| 3     | Австралія | 1      | 2      | 0      | 3       |
| 4     | США       | 1      | 1      | 3      | 5       |
| 5     | Франція   | 1      | 1      | 2      | 4       |
| 6     | Швеція    | 1      | 0      | 0      | 1       |
| 7     | Росія     | 0      | 1      | 1      | 2       |
| 8     | Японія    | 0      | 0      | 2      | 2       |

### Акробатика
| Ігри                | Золото                        | Срібло                        | Бронза                                    |
| ------------------- | ----------------------------- | ----------------------------- | ----------------------------------------- |
| Ліллегаммер 1994    | Андреас Шенбехлер · Швейцарія | Філіпп Лярош · Канада         | Ллойд Ланґлуа · Канада                    |
| Наґано 1998         | Ерік Берґоуст · США           | Себастьян Фукра · Франція     | Дмитро Дащинський · Білорусь              |
| Солт-Лейк-Сіті 2002 | Алеш Валента · Чехія          | Джо Пек · США                 | Олексій Гришин · Білорусь                 |
| Турин 2006          | Хань Сяопен · Китай           | Дмитро Дащинський · Білорусь  | Володимир Лебедєв · Росія                 |
| Ванкувер 2010       | Олексій Гришин · Білорусь     | Джерет Петерсон · США         | Лю Чжунцин · Китай                        |
| Сочі 2014           | Антон Кушнір · Білорусь       | Девід Морріс · Австралія      | Цзя Цзун'ян · Китай                       |
| Пхьончхан 2018      | Олександр Абраменко · Україна | Цзя Цзун'ян · Китай           | Ілля Буров · Спортсмени-олімпійці з Росії |
| Пекін 2022          | Ці Гуанпу · Китай             | Олександр Абраменко · Україна | Ілля Буров · Олімпійський комітет Росії   |

- Медалі:

| Місце | Країна                               | Золото | Срібло | Бронза | Загалом |
| ----- | ------------------------------------ | ------ | ------ | ------ | ------- |
| 1     | Білорусь                             | 2      | 1      | 2      | 5       |
| 2     | США                                  | 1      | 2      |        | 3       |
| 3     | КНР                                  | 1      | 1      | 2      | 4       |
| 6     | Чехословаччина Швейцарія Україна     | 1      |        |        | 1       |
| 8     | Австралія Франція                    |        | 1      |        | 1       |
| 9     | Спортсмени-олімпійці з Росії · Росія |        |        | 1      | 1       |

### Біг-ейр
| Ігри       | Золото               | Срібло                | Бронза                 |
| ---------- | -------------------- | --------------------- | ---------------------- |
| Пекін 2022 | Бірк Рууд · Норвегія | Колбі Стівенсон · США | Генрік Гарлот · Швеція |

| Медалі  |                |        |        |        |         |
| Місце   | Країна         | Золото | Срібло | Бронза | Загалом |
| 1       | Норвегія (NOR) | 1      | 0      | 0      | 1       |
| 2       | США (USA)      | 0      | 1      | 0      | 1       |
| 3       | Швеція (SWE)   | 0      | 0      | 1      | 1       |
| Загалом | 3 країни       | 1      | 1      | 1      | 3       |

### Хафпайп
| Ігри           | Золото                       | Срібло               | Бронза                       |
| -------------- | ---------------------------- | -------------------- | ---------------------------- |
| Сочі 2014      | Девід Вайс · США             | Майк Ріддл · Канада  | Кевін Роллан · Франція       |
| Пхьончхан 2018 | Девід Вайс · США             | Алекс Феррейра · США | Ніко Портеус · Нова Зеландія |
| Пекін 2022     | Ніко Портеус · Нова Зеландія | Девід Вайс · США     | Алекс Феррейра · США         |

### Скікрос
| Ігри           | Золото                       | Срібло                       | Бронза                                       |
| -------------- | ---------------------------- | ---------------------------- | -------------------------------------------- |
| Ванкувер 2010  | Міхаель Шмід · Швейцарія     | Андреас Матт · Австрія       | Аудун Гронвольд · Норвегія                   |
| Сочі 2014      | Жан-Фредерік Шапюї · Франція | Арно Боволанта · Франція     | Джонатан Мідоль · Франція                    |
| Пхьончхан 2018 | Брейді Леман · Канада        | Марк Бішофбергер · Швейцарія | Сергій Ридзик · Спортсмени-олімпійці з Росії |
| Пекін 2022     | Раян Режез · Швейцарія       | Алекс Фіва · Швейцарія       | Сергій Ридзик · Олімпійський комітет Росії   |

### Слоупстайл
| Ігри           | Золото                    | Срібло             | Бронза                      |
| -------------- | ------------------------- | ------------------ | --------------------------- |
| Сочі 2014      | Джосс Крістенсен · США    | Ґас Кенворді · США | Нік Геппер · США            |
| Пхьончхан 2018 | Ейстейн Бротен · Норвегія | Нік Геппер · США   | Алекс Больє-Маршан · Канада |
| Пекін 2022     | Алекс Голл · США          | Нік Геппер · США   | Єспер Т'єдер · Швеція       |

## Жінки

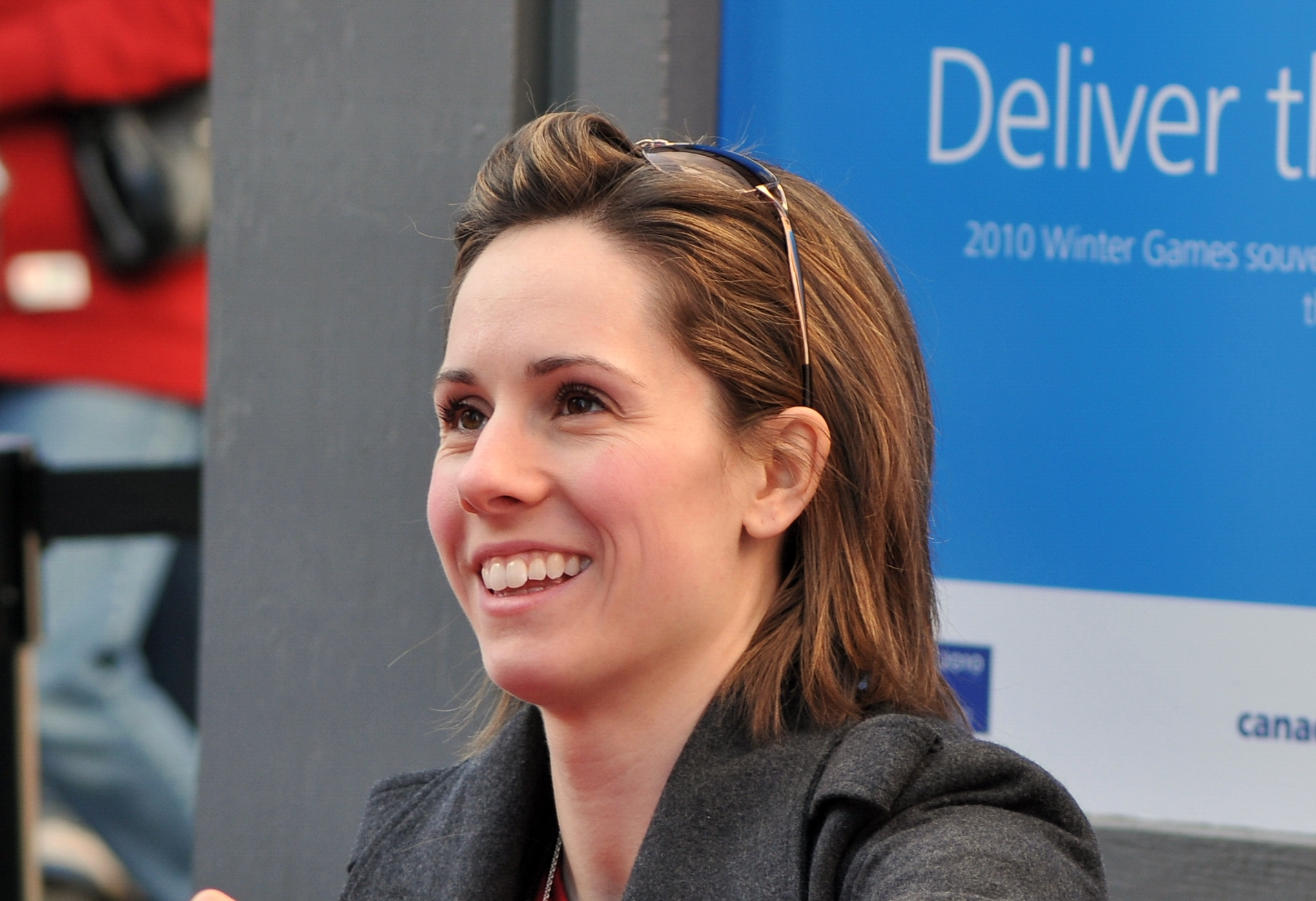
Канадійка Дженніфер Гейл виграла олімпійські змагання з могулу 2006 року й здобула срібну медаль 2010 року.

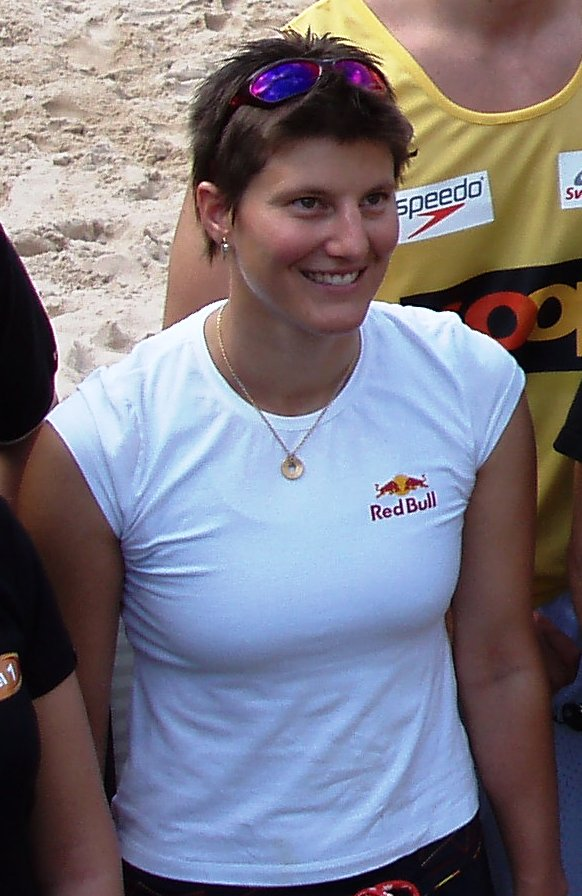
Швейцарка Евелін Лу - чемпіонка зимових Олімпійських ігор 2006 з акробатики.

### Могул
| Ігри                | Золото                          | Срібло                                    | Бронза                                          |
| ------------------- | ------------------------------- | ----------------------------------------- | ----------------------------------------------- |
| Альбервіль 1992     | Донна Вайнбрехт · США           | Єлизавета Кожевникова · Об'єднана команда | Стіне Лісе Гаттестад · Норвегія                 |
| Ліллегаммер 1994    | Стіне Лісе Гаттестад · Норвегія | Елізабет Макінтайр · США                  | Єлизавета Кожевникова · Росія                   |
| Наґано 1998         | Тае Сатоя · Японія              | Татьяна Міттермаєр · Німеччина            | Карі Тро · Норвегія                             |
| Солт-Лейк-Сіті 2002 | Карі Тро · Норвегія             | Шеннон Барке · США                        | Тае Сатоя · Японія                              |
| Турин 2006          | Дженніфер Гейл · Канада         | Карі Тро · Норвегія                       | Сандра Лаура · Франція                          |
| Ванкувер 2010       | Ганна Кірні · США               | Дженніфер Гейл · Канада                   | Шеннон Барке · США                              |
| Сочі 2014           | Жустін Дюфур-Лапуант · Канада   | Клое Дюфур-Лапуант · Канада               | Ганна Кірні · США                               |
| Пхьончхан 2018      | Перрін Лаффон · Франція         | Жустін Дюфур-Лапуант · Канада             | Юлія Галишева · Казахстан                       |
| Пекін 2022          | Джакара Ентоні · Австралія      | Джелін Кауф · США                         | Анастасія Смирнова · Олімпійський комітет Росії |

- Медалі:

| Місце | Країна                           | Золото | Срібло | Бронза | Загалом |
| ----- | -------------------------------- | ------ | ------ | ------ | ------- |
| 1     | США (USA)                        | 2      | 3      | 2      | 7       |
| 2     | Канада (CAN)                     | 2      | 3      | 0      | 5       |
| 3     | Норвегія (NOR)                   | 2      | 1      | 2      | 5       |
| 5     | Франція (FRA)                    | 1      | 0      | 1      | 2       |
| 5     | Японія (JPN)                     | 1      | 0      | 1      | 2       |
| 7     | Австралія (AUS)                  | 1      | 0      | 0      | 1       |
| 8     | Німеччина (GER)                  | 0      | 1      | 0      | 1       |
| 8     | Об'єднана команда (EUN)          | 0      | 1      | 0      | 1       |
| 10    | Казахстан (KAZ)                  | 0      | 0      | 1      | 1       |
| 10    | Олімпійський комітет Росії (ROC) | 0      | 0      | 1      | 1       |
| 10    | Росія (RUS)                      | 0      | 0      | 1      | 1       |

### Акробатика
| Ігри                | Золото                     | Срібло                    | Бронза                        |
| ------------------- | -------------------------- | ------------------------- | ----------------------------- |
| Ліллегаммер 1994    | Ліна Черязова · Узбекистан | Марі Ліндгрен · Швеція    | Гільде Сюнневе Лід · Норвегія |
| Наґано 1998         | Ніккі Стоун · США          | Сюй Наньнань · Китай      | Колетт Бран · Швейцарія       |
| Солт-Лейк-Сіті 2002 | Аліса Кемплін · Австралія  | Вероніка Бреннер · Канада | Дейдра Діонн · Канада         |
| Турин 2006          | Евелін Лу · Швейцарія      | Лі Ніна · Китай           | Аліса Кемплін · Австралія     |
| Ванкувер 2010       | Лідія Лассіла · Австралія  | Лі Ніна · Китай           | Гуо Сіньсінь · Китай          |
| Сочі 2014           | Алла Цупер · Білорусь      | Сюй Ментао · Китай        | Лідія Лассіла · Австралія     |
| Пхьончхан 2018      | Ганна Гуськова · Білорусь  | Чжан Сінь · Китай         | Кун Фанью · Китай             |
| Пекін 2022          | Сюй Ментао · Китай         | Ганна Гуськова · Білорусь | Меґан Нік · США               |

- Медалі:

| Місце | Країна         | Золото | Срібло | Бронза | Загалом |
| ----- | -------------- | ------ | ------ | ------ | ------- |
| 1     | Австралія      | 2      |        | 2      | 4       |
| 2     | Білорусь       | 2      |        |        | 2       |
| 3     | Швейцарія      | 1      |        | 1      | 2       |
| 5     | США Узбекистан | 1      |        |        | 1       |
| 6     | КНР            |        | 5      | 2      | 7       |
| 7     | Канада         |        | 1      | 1      | 2       |
| 8     | Норвегія       |        |        | 1      | 1       |

### Біг-ейр
| Ігри       | Золото           | Срібло              | Бронза                    |
| ---------- | ---------------- | ------------------- | ------------------------- |
| Пекін 2022 | Ейлін Гу · Китай | Тесс Ледо · Франція | Матільд Гремо · Швейцарія |

| Медалі  |                 |        |        |        |         |
| Місце   | Країна          | Золото | Срібло | Бронза | Загалом |
| 1       | Китай (CHN)     | 1      | 0      | 0      | 1       |
| 2       | Франція (FRA)   | 0      | 1      | 0      | 1       |
| 3       | Швейцарія (SUI) | 0      | 0      | 1      | 1       |
| Загалом | 3 країни        | 1      | 1      | 1      | 3       |

### Хафпайп
| Ігри           | Золото              | Срібло                 | Бронза                 |
| -------------- | ------------------- | ---------------------- | ---------------------- |
| Сочі 2014      | Медді Боумен · США  | Марі Мартіно · Франція | Онодзука Аяна · Японія |
| Пхьончхан 2018 | Кессі Шарп · Канада | Марі Мартіно · Франція | Бріта Сігурні · США    |
| Пекін 2022     | Ейлін Гу · Китай    | Кессі Шарп · Канада    | Рейчел Каркер · Канада |

### Скікрос
| Ігри           | Золото                    | Срібло                    | Бронза                    |
| -------------- | ------------------------- | ------------------------- | ------------------------- |
| Ванкувер 2010  | Ешлі Мак-Айвор · Канада   | Гедда Бернтсен · Норвегія | Маріон Жоссеран · Франція |
| Сочі 2014      | Маріелль Томпсон · Канада | Келсі Серва · Канада      | Анна Гольмлунд · Швеція   |
| Пхьончхан 2018 | Келсі Серва · Канада      | Бріттані Фелан · Канада   | Фанні Сміт · Швейцарія    |
| Пекін 2022     | Сандра Неслунд · Швеція   | Маріелль Томпсон · Канада | Фанні Сміт · Швейцарія    |

### Слоупстайл
| Ігри           | Золото                    | Срібло                    | Бронза                         |
| -------------- | ------------------------- | ------------------------- | ------------------------------ |
| Сочі 2014      | Дара Гауелл · Канада      | Девін Логан · США         | Кім Ламарр · Канада            |
| Пхьончхан 2018 | Сара Геффлін · Швейцарія  | Матільд Гремо · Швейцарія | Ізабел Еткін · Велика Британія |
| Пекін 2022     | Матільд Гремо · Швейцарія | Ейлін Гу · Китай          | Келлі Сілдару · Естонія        |

| Медалі  |                       |        |        |        |         |
| Місце   | Країна                | Золото | Срібло | Бронза | Загалом |
| 1       | Швейцарія (SUI)       | 2      | 1      | 0      | 3       |
| 2       | Канада (CAN)          | 1      | 0      | 1      | 2       |
| 3       | Китай (CHN)           | 0      | 1      | 0      | 1       |
| 3       | США (USA)             | 0      | 1      | 0      | 1       |
| 5       | Естонія (EST)         | 0      | 0      | 1      | 1       |
| 5       | Велика Британія (GBR) | 0      | 0      | 1      | 1       |
| Загалом | 6 країн               | 3      | 3      | 3      | 9       |

## Змішані

### Акробатика
| Ігри       | Золото                                                    | Срібло                                       | Бронза                                            |
| ---------- | --------------------------------------------------------- | -------------------------------------------- | ------------------------------------------------- |
| Пекін 2022 | США · Ешлі Колдуелл · Крістофер Лілліс · Джастін Шунефелд | Китай · Сюй Ментао · Цзя Цзун'ян · Ці Гуанпу | Канада · Маріон Тено · Міха Фонтен · Льюїс Ірвінг |

## Статистика

### Володарі найбільшої кількості нагород

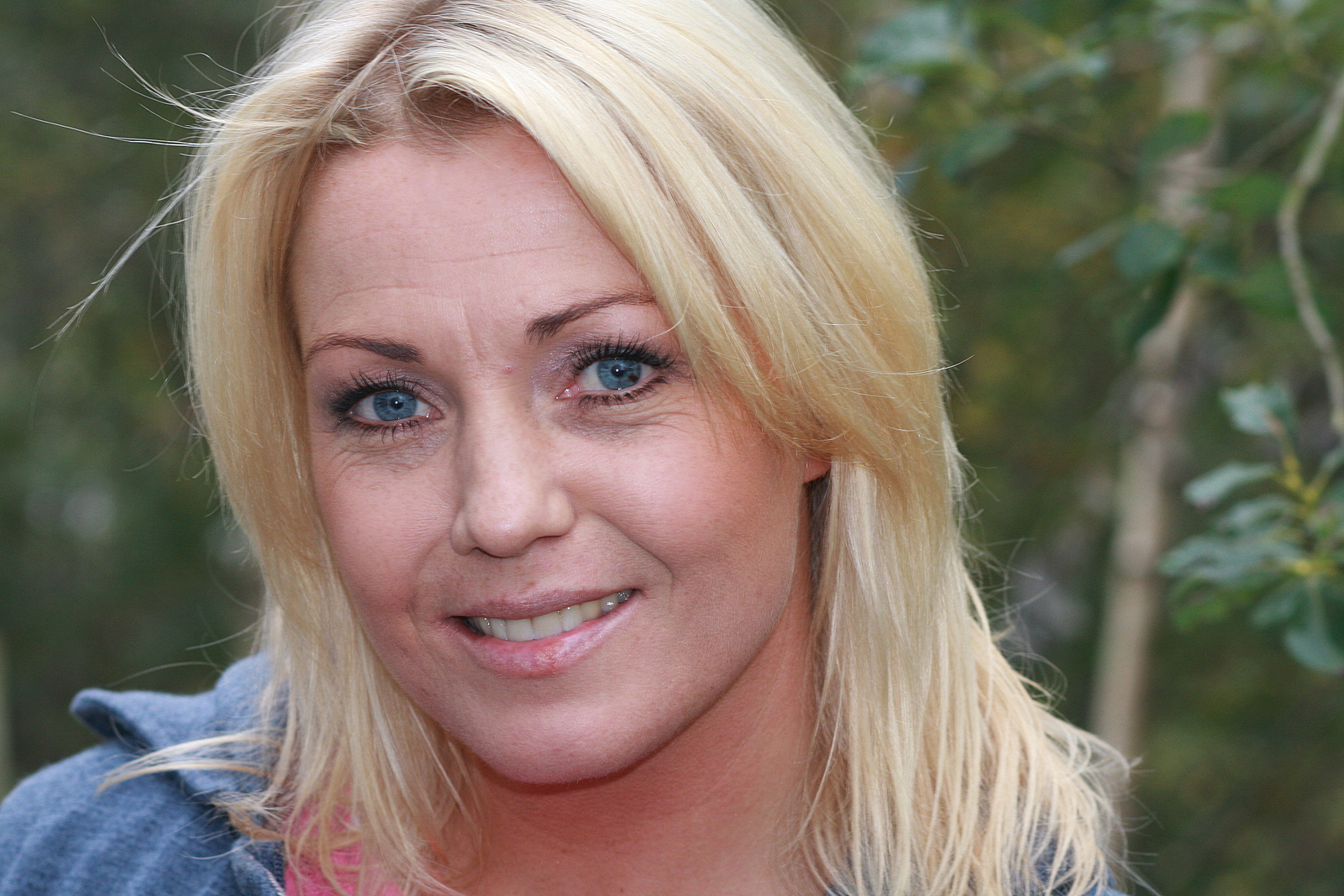
Найуспішніша серед фристайлістів на Олімпійських іграх норвежка Карі Тро - володарка трьох медалей з могулу: золотої (2002), срібної (2006) та бронзової (1998).

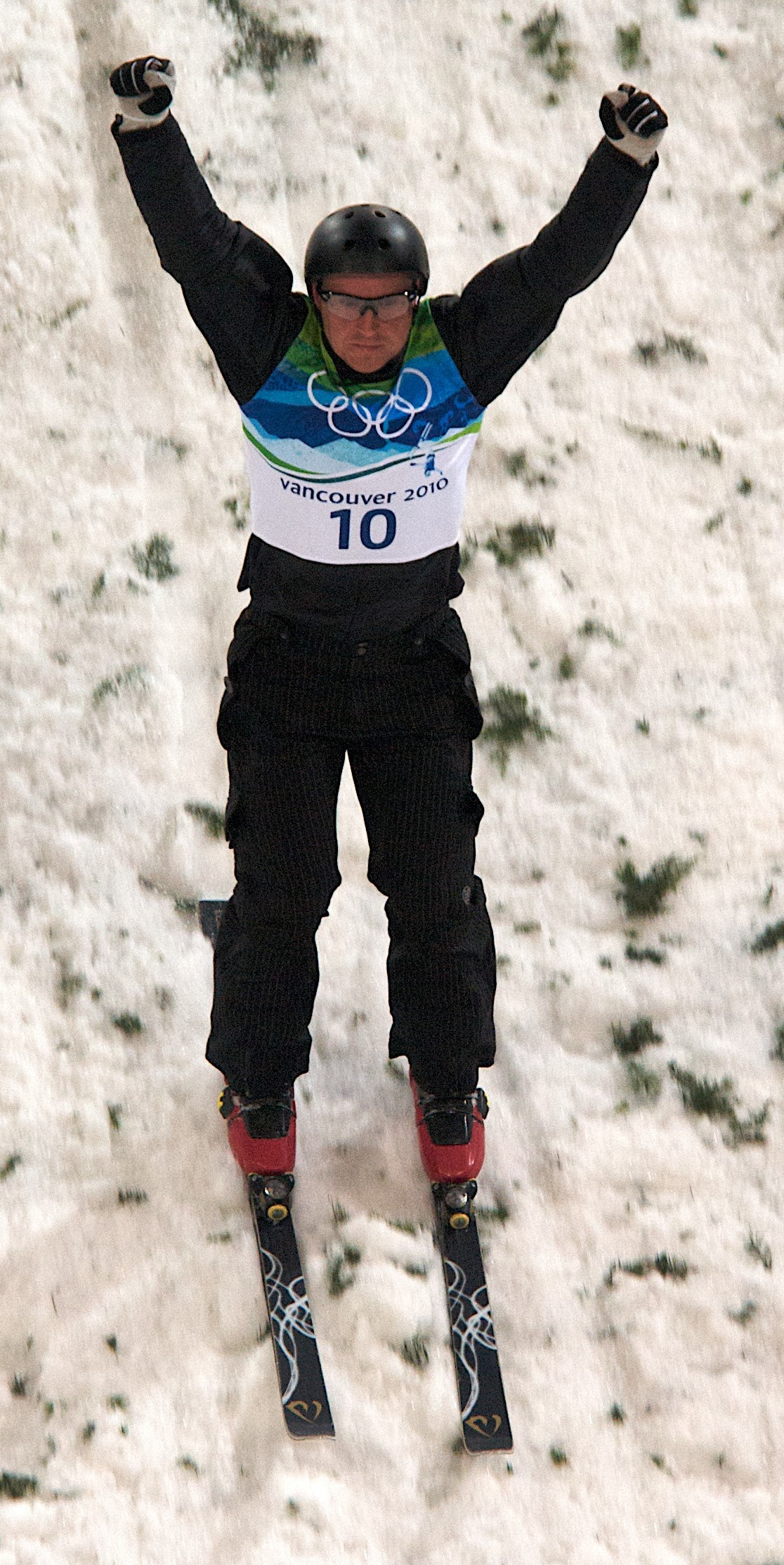
Здобувши бронзову медаль 2002 року та посівши 4-те місце 2006-го, білоруський фристайліст Олексій Гришин виборов золоту медаль у змаганнях з акробатики 2010 року.

Нижче наведено список спортсменів, що здобули щонайменше дві медалі.
| Спортсмен             | Країна                              | Дисципліна                         | Олімпійські ігри | Золото | Срібло | Бронза | Загалом |
| --------------------- | ----------------------------------- | ---------------------------------- | ---------------- | ------ | ------ | ------ | ------- |
| Девід Вайс            | США (USA)                           | Хафпайп (чоловіки)                 | 2014–2022        | 2      | 1      | 0      | 3       |
| Александр Білодо      | Канада (CAN)                        | Могул (чоловіки)                   | 2006–2014        | 2      | 0      | 0      | 2       |
| Карі Тро              | Норвегія (NOR)                      | Могул (жінки)                      | 1998–2006        | 1      | 1      | 1      | 3       |
| Матільд Гремо         | Швейцарія (SUI)                     | Біг-ейр (жінки) Слоупстайл (жінки) | 2018-2022        | 1      | 1      | 1      | 3       |
| Мікаель Кінгсбері     | Канада (CAN)                        | Могул (чоловіки)                   | 2014–2018        | 1      | 2      | 0      | 3       |
| Жустін Дюфур-Лапуант  | Канада (CAN)                        | Могул (жінки)                      | 2014–2018        | 1      | 1      | 0      | 2       |
| Келсі Серва           | Канада (CAN)                        | Скікрос (жінки)                    | 2010–2018        | 1      | 1      | 0      | 2       |
| Дейл Бегг-Сміт        | Австралія (AUS)                     | Могул (чоловіки)                   | 2006–2014        | 1      | 1      | 0      | 2       |
| Дженніфер Гейл        | Канада (CAN)                        | Могул (жінки)                      | 2002–2010        | 1      | 1      | 0      | 2       |
| Янне Лахтела          | Фінляндія (FIN)                     | Могул (чоловіки)                   | 1998–2002        | 1      | 1      | 0      | 2       |
| Ганна Кірні           | США (USA)                           | Могул (жінки)                      | 2006–2014        | 1      | 0      | 1      | 2       |
| Лідія Лассіла         | Австралія (AUS)                     | Акробатика (жінки)                 | 2002–2014        | 1      | 0      | 1      | 2       |
| Аліса Кемплін         | Австралія (AUS)                     | Акробатика (жінки)                 | 2002–2006        | 1      | 0      | 1      | 2       |
| Олексій Гришин        | Білорусь (BLR)                      | Акробатика (чоловіки)              | 2002–2010        | 1      | 0      | 1      | 2       |
| Тае Сатоя             | Японія (JPN)                        | Могул (жінки)                      | 1994–2006        | 1      | 0      | 1      | 2       |
| Едгар Гроспірон       | Франція (FRA)                       | Могул (чоловіки)                   | 1992–1994        | 1      | 0      | 1      | 2       |
| Стіне Лісе Гаттестад  | Норвегія (NOR)                      | Могул (жінки)                      | 1992–1994        | 1      | 0      | 1      | 2       |
| Лі Ніна               | Китай (CHN)                         | Акробатика (жінки)                 | 2006–2010        | 0      | 2      | 0      | 2       |
| Марі Мартіно          | Франція (FRA)                       | Хафпайп (жінки)                    | 2014-2018        | 0      | 2      | 0      | 2       |
| Шеннон Барке          | США (USA)                           | Могул (жінки)                      | 2002–2010        | 0      | 1      | 1      | 2       |
| Дмитро Дащинський     | Білорусь (BLR)                      | Акробатика (чоловіки)              | 1998–2006        | 0      | 1      | 1      | 2       |
| Цзя Цзун'ян           | Китай (CHN)                         | Акробатика (чоловіки)              | 2010–2018        | 0      | 1      | 1      | 2       |
| Єлизавета Кожевникова | Об'єднана команда (EUN) Росія (RUS) | Могул (жінки)                      | 1992–1994        | 0      | 1      | 1      | 2       |
| Нік Геппер            | США (USA)                           | Слоупстайл (чоловіки)              | 2014–2018        | 0      | 1      | 1      | 2       |

### Медалей за рік
| × | НОК не існував | # | Кількість медалей, які здобув НОК | – | НОК не здобув жодної медалі |

| Країна                             | 1924–88 | 92 | 94 | 98 | 02 | 06 | 10 | 14 | 18 | Загалом |
| ---------------------------------- | ------- | -- | -- | -- | -- | -- | -- | -- | -- | ------- |
| Австралія (AUS)                    |         | –  | –  | –  | 1  | 2  | 2  | 2  | 1  | 8       |
| Австрія (AUT)                      |         | –  | –  | –  | –  | –  | 1  | –  | –  | 1       |
| Білорусь (BLR)                     |         | ×  | –  | 1  | 1  | 1  | 1  | 2  | –  | 6       |
| Канада (CAN)                       |         | –  | 3  | –  | 2  | 1  | 3  | 9  | 7  | 25      |
| Китай (CHN)                        |         | –  | –  | 1  | –  | 2  | 3  | 2  | 3  | 11      |
| Чехія (CZE)                        |         | ×  | –  | –  | 1  | –  | –  | –  | –  | 1       |
| Фінляндія (FIN)                    |         | –  | –  | 2  | 1  | 1  | –  | –  | –  | 4       |
| Франція (FRA)                      |         | 2  | 1  | 1  | 1  | 1  | 1  | 5  | 2  | 14      |
| Німеччина (GER)                    |         | –  | –  | 1  | –  | –  | –  | –  | –  | 1       |
| Японія (JPN)                       |         | –  | –  | 1  | 1  | –  | –  | 1  | 1  | 4       |
| Норвегія (NOR)                     |         | 1  | 2  | 1  | 1  | 1  | 2  | –  | 1  | 9       |
| Спортсмени-олімпійці з Росії (OAR) |         | ×  | ×  | ×  | ×  | ×  | ×  | ×  | –  | 1       |
| Росія (RUS)                        |         | ×  | 2  | –  | –  | 1  | –  | 1  | ×  | 4       |
| Швеція (SWE)                       |         | –  | 1  | –  | –  | –  | –  | 1  | –  | 2       |
| Швейцарія (SUI)                    |         | –  | 1  | 1  | –  | 1  | 1  | –  | 4  | 8       |
| Об'єднана команда (EUN)            |         | 1  | ×  | ×  | ×  | ×  | ×  | ×  | ×  | 1       |
| США (USA)                          |         | 2  | 1  | 3  | 3  | 1  | 4  | 7  | 4  | 25      |
| Узбекистан (UZB)                   |         | ×  | 1  | –  | ×  | ×  | ×  | ×  | ×  | 1       |
| Казахстан (KAZ)                    |         | –  | –  | –  | –  | –  | –  | –  | 1  | 1       |

### Всі три медалісти однієї країни
| Ігри      | Дисципліна            | НОК           | Золото             | Срібло         | Бронза          |
| Сочі 2014 | Слоупстайл (чоловіки) | США (USA)     | Джосс Крістенсен   | Ґас Кенворді   | Нік Геппер      |
| Сочі 2014 | Скікрос (чоловіки)    | Франція (FRA) | Жан-Фредерік Шапюї | Арно Боволанта | Джонатан Мідоль |